# Caragana spinifera
Caragana spinifera är en ärtväxtart som beskrevs av Vladimir Leontjevitj Komarov. Caragana spinifera ingår i släktet karaganer, och familjen ärtväxter. Inga underarter finns listade i Catalogue of Life.